# Zedd
Anton Zaslavski (artistnamn Zedd) född 2 september 1989 i Saratov i Sovjetunionen, är en DJ och skivproducent. 
Antons föräldrar var båda musiker och Anton började spela piano vid fyra års ålder.

## Diskografi

### Album
- 2012 - Clarity
- 2015 - True colors

### Singlar
- 2011 - The Legend of Zelda
- 2011 - Dovregubben
- 2011 - Shave It
- 2012 - Slam the Door
- 2012 - Shotgun
- 2012 - Spectrum (feat. Matthew Koma)
- 2012 - Clarity (feat. Foxes)
- 2013 - Stay the Night (feat. Hayley Williams)
- 2014 - Find You (feat. Matthew Koma & Miriam Bryant)
- 2014 - Break Free (med Ariana Grande)
- 2015 - I Want You To Know (feat. Selena Gomez)
- 2015 - Beautiful Now (feat. Jon Bellion)
- 2015 - Papercut (feat. Troye Sivan)
- 2016 - Candyman (med Aloe Blacc)
- 2016 - True Colors (med Kesha)
- 2016 - Starving (med Hailee Steinfeld & Grey)
- 2016 - Adrenaline (med Grey)
- 2017 - Stay (med Alessia Cara)
- 2017 - Get Low (med Liam Payne)
- 2018 - The Middle (med Maren Morris & Grey)
- 2018 - Happy Now (med Elley Duhé)
- 2018 - Lost in Japan (med Shawn Mendes)
- 2019 - 365 (med Katy Perry)
- 2019 - Good Thing (med Kehlani)